# Dentalium grahami
Dentalium grahami är en blötdjursart som beskrevs av Lamprell och Healy 1998. Dentalium grahami ingår i släktet Dentalium och familjen Dentaliidae. Inga underarter finns listade i Catalogue of Life.